# José Romero (Peluca)
Jose Romero  (Santiago, 1794 - † Ib, 28 de mayo de 1858)  más conocido como Zambo Peluca fue un militar afrochileno (mulato), que luchó en la guerra de independencia de Chile 
Nació en 1794 en la ciudad de Santiago, cuando Chile todavía era colonia de España, fue hijo ilegítimo de un joven blanco de la aristocracia colonial y una de sus esclavas negras, decían que su cabeza parecía una montaña de pelo por su cabello rizado, de ahí el apodo Peluca. Se crio en la casona de su progenitor.
Los negros o mulatos tenían pocas posibilidades de alcanzar una posición expectable o de reconocimiento social y se les imponían restricciones como ejercer cargos públicos. En 1807 por influencia de su padre y amo, cuando contaba con 13 años ingreso al regimiento de infantes de pardos, un cuerpo semimilitarizado de la milicia realista, para gente de color, que tenía como misión la vigilancia de las casas comerciales. Desempeño el cargo de tambor hasta 1809.
En la revolución de 1810 tomo partido por el bando patriota, Romero y otros incentivaron tumultos de sectores populares contra el gobernador García Carrasco que provocaron su renuncia y la posterior conformación de la primera junta gobierno el 18 de septiembre.
Participó en las campaña de la patria vieja en 1813, se incorporó a las filas patriotas en el regimiento infantes de la patria en el tambor de órdenes de ese cuerpo, sirvió bajo las órdenes del general José Miguel Carrera, en mayo peleó en el Batalla de San Carlos, participó en el primer Combate de Talcahuano el 29 de mayo, el 8 de junio participó en la captura de la fragata española Thomas en el puerto de Tome y en el Sitio de Chillan entre julio y agosto, en el Combate de Maipon el 3 de agosto Romero participó con un coraje que admiro a sus jefes, en octubre combatió en la Batalla del Roble al lado de Nicolás Maruri junto a él lograron contener a un grupo de realistas, había demostrado ser un eficiente soldado, el general Bernardo O'Higgins lo ascendió a subteniente. Fue uno de los trecientos soldados que participaron en la defensa de Talca el 4 de marzo pero al comprender lo inútil de la defensa se retiraron con algunos de sus compañeros. 
En 1814 pasó a pertenecer a la guardia del director supremo Francisco de la Lastra. La junta de gobierno que reemplazó a de la Lastra el 23 de julio decidió formar un batallón de infantería integrado por esclavos, el 29 de agosto la junta dicta el bando que creaba el regimiento de ingenuos de la patria, a Romero se le encargo a reclutar algunos esclavos que lo integrarían. Pero muchos amos habían escondido a sus esclavos, o los mismos esclavo huían antes de ser reclutados, por los pocos avances en el reclutamiento, fracaso en la comisión que recibió, después paso a servir bajo las órdenes del coronel de artillería Luis Carrera.
En la Batalla de Rancagua Romero combatió heroicamente intentando socorrer con la tercera subdivion a la que pertenecía, a los defensores que estaban sitiados en la plaza de esa ciudad. Después de la derrota y el comienzo de la reconquista española el subteniente Romero fue hecho prisionero por los españoles, así permaneció varios días en Rancagua, pero unos comerciantes españoles influyentes que lo conocían intercedieron para que se le pusiera en libertad.
Después del triunfo del ejército libertador de los Andes en la Batalla de Chacabuco en febrero de 1817, Romero volvió a incorporarse al ejercito patriota con el grado de teniente segundo y fue destinado a la división del coronel Juan Gregorio de las Heras que dirigía la primera campaña al sur de Chile, a Romero le fue confiada la dirección de algunos soldados reclutas que amenazaron con desertar. En el Combate de Curapalihue recibió una ligera herida. después fue enviado a la guarnición de Valparaíso y fue ascendido a teniente primero, y en abril participa en la Batalla de Maipú donde su regimiento ataca a las fuerzas españolas que resistían en el caserío de la hacienda de espejo. El Gobierno premio a Romero con la medalla de Maipú y fue ascendido a sargento mayor.